# Coelorhachis decorosa
Coelorhachis decorosa là một loài tò vò trong họ Ichneumonidae.